# Nilea madecassa
Nilea madecassa är en tvåvingeart som beskrevs av Louis-Paul Mesnil 1939. Nilea madecassa ingår i släktet Nilea och familjen parasitflugor.
Artens utbredningsområde är Madagaskar. Inga underarter finns listade i Catalogue of Life.